# Limmared
Limmared is een plaats in de gemeente Tranemo in het landschap Västergötland en de provincie Västra Götalands län in Zweden. De plaats heeft 1445 inwoners (2005) en een oppervlakte van 147 hectare.

## Verkeer en vervoer
Bij de plaats lopen de Riksväg 27 en Länsväg 157.
De plaats heeft een station aan de spoorlijn Göteborg - Kalmar / Karlskrona.